# Oligacanthorhynchus manifestus
Oligacanthorhynchus manifestus är en hakmaskart som först beskrevs av Joseph Leidy 1851.  Oligacanthorhynchus manifestus ingår i släktet Oligacanthorhynchus och familjen Oligacanthorhynchidae. Inga underarter finns listade i Catalogue of Life.